# Alisa Klejbanova
Alisa Michajlovna Klejbanova (in russo Алиса Михайловна Клейбанова?; Mosca, 15 luglio 1989) è un'ex tennista russa.

## Vita personale
È allenata da Julian Vespan. Ha iniziato a giocare a tennis all'età di 4 anni; per i primi nove anni è stata seguita dalla madre, Natalia Levina, una biologa; il padre, Mikhail Kleybanov, ha lavorato per un istituto di leghe e acciaio, entrando poi in una società chimica; da piccola Alisa ha passato molto tempo con Zhanna, la nonna, che si prendeva cura di tutti. La sua superficie preferita è l'erba, e i colpi che ama di più sono il servizio e il rovescio.
La città preferita è Mosca mentre il torneo che ammira maggiormente è l'Australian Open. Ama leggere, giocare col computer portatile e guardare la TV e i film con la sua famiglia. Quando era giovane le fu detto che il suo gioco aggressivo era uguale a quello di Monica Seles, e lei fu molto orgogliosa di questo confronto.

## Carriera

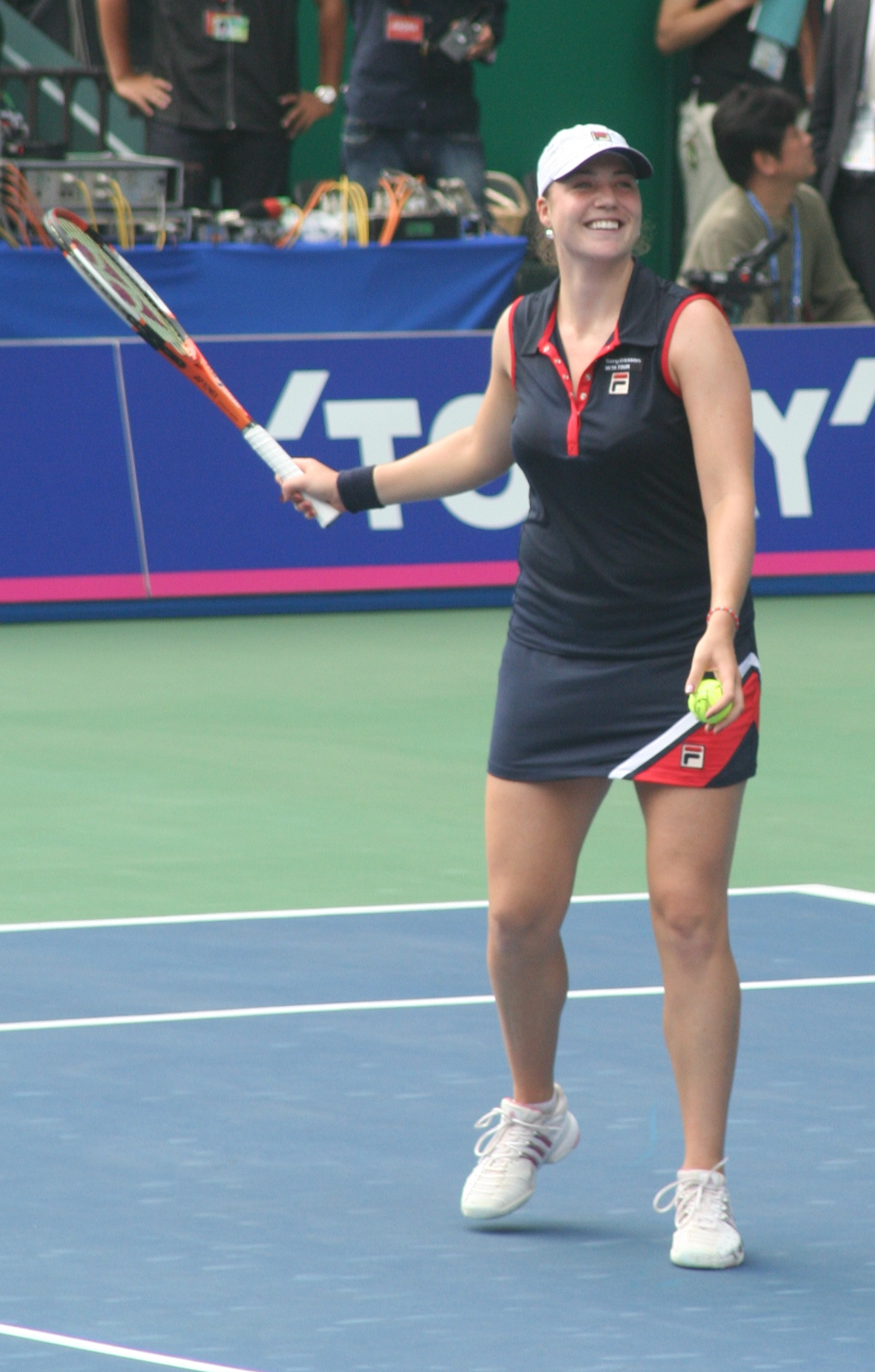
Alisa a Tokyo nel 2009

Professionista dal 2003, ha uno stile di gioco potente, simile a quello di Lindsay Davenport.  Il suo colpo migliore è il suo servizio che può andare oltre 180 chilometri orari. La sua posizione più alta in classifica è stata la 20ª, raggiunta il 21 febbraio 2011. Nel doppio la sua posizione migliore è la 10ª, raggiunta il 1º febbraio 2010. I suoi risultati migliori nei Grandi Slam sono: quarto turno Australian Open 2009, terzo turno Roland Garros 2010, quarto turno Wimbledon 2008, secondo turno US Open 2008 e 2010.
Nel 2007 ha vinto l'oro alle Universiadi come singolarista.
Il 28 febbraio 2010 la Kleybanova ha vinto il primo torneo della sua carriera a Kuala Lumpur al Malaysia Classic battendo in finale la connazionale Elena Dement'eva con il punteggio di 6-3, 6-1. Il 22 marzo 2010 raggiunge il suo best-ranking della carriera piazzandosi al numero 22 della classifica WTA. Il 26 settembre 2010 vince il suo secondo titolo della carriera a Seul battendo in finale la ceca Klára Zakopalová 6-1, 6-3.
Il 14 luglio 2011 ad Alisa viene diagnosticato il Linfoma di Hodgkin. La tennista, curatasi in Italia, a Perugia, è ritornata all'agonismo l'anno seguente. Al Sony Ericsson Open 2012 Alisa ha disputato il primo torneo dopo la guarigione usufruendo di una wild-card: ha perso al secondo turno dalla connazionale Marija Kirilenko. Nell'estate del 2013, oramai senza classifica WTA, è ripartita dai tornei ITF vincendo il 10 000 $ di Landisville (concedendo un solo set).
Perde, invece, la finale del 10 000 $ di Buffalo. Al 50 000 $ di Sacramento di qualifica per il main draw e perde nei quarti: questi risultati la riportano nelle prime 500. Alla Rogers Cup 2013 viene sconfitta al primo turno dalla giovane canadese Eugenie Bouchard. Al Western & Southern Open 2013 ritorna alla vittoria in un WTA battendo al primo turno Sofia Arvidsson, ma viene sconfitta al turno successivo da Angelique Kerber. Agli US Open 2013 batte al primo turno Mónica Puig e torna a vincere una partita in uno Slam; al secondo turno viene però sconfitta da Jelena Janković.

## Statistiche

### Singolare

#### Vittorie (2)
| Legenda                     |
| --------------------------- |
| Grande Slam (0)             |
| Ori Olimpici (0)            |
| WTA Finals (0)              |
| Tournament of Champions (0) |
| Premier Mandatory (0)       |
| Premier 5 (0)               |
| Premier (0)                 |
| International (2)           |

| N. | Data              | Torneo                         | Superficie | Avversaria in finale | Punteggio |
| 1. | 28 febbraio 2010  | Malaysia Classic, Kuala Lumpur | Cemento    | Elena Dement'eva     | 6-3, 6-2  |
| 2. | 26 settembre 2010 | Hansol Korea Open, Seul        | Cemento    | Klára Zakopalová     | 6-1, 6-3  |

#### Sconfitte (1)
| Legenda                     |
| --------------------------- |
| Grande Slam (0)             |
| Argenti Olimpici (0)        |
| WTA Finals (0)              |
| Tournament of Champions (1) |
| Premier Mandatory (0)       |
| Premier 5 (0)               |
| Premier (0)                 |
| International (0)           |

| N. | Data            | Torneo                        | Superficie  | Avversaria in finale | Punteggio   |
| 1. | 7 novembre 2010 | Tournament of Champions, Bali | Cemento (i) | Ana Ivanović         | 2-6, 6(5)-7 |

### Doppio

#### Vittorie (5)
| Legenda               |
| --------------------- |
| Grande Slam (0)       |
| Ori Olimpici (0)      |
| WTA Finals (0)        |
| Premier Mandatory (0) |
| Premier 5 (1)         |
| Premier (0)           |
| International (4)     |

| N. | Data           | Torneo                                        | Superficie  | Partner                  | Avversarie in finale                  | Punteggio        |
| 1. | 2 maggio 2009  | Grand Prix SAR La Princesse Lalla Meryem, Fès | Terra rossa | Ekaterina Makarova       | Sorana Cîrstea Marija Kirilenko       | 6–3, 2–6, [10–8] |
| 2. | 12 luglio 2009 | Budapest Grand Prix, Budapest                 | Terra rossa | Monica Niculescu         | Al'ona Bondarenko Kateryna Bondarenko | 6-4, 7-6(5)      |
| 3. | 3 ottobre 2009 | Toray Pan Pacific Open, Tokyo                 | Cemento     | Francesca Schiavone      | Daniela Hantuchová Ai Sugiyama        | 6–4, 6-2         |
| 4. | 8 gennaio 2011 | Brisbane International, Brisbane              | Cemento     | Anastasija Pavljučenkova | Klaudia Jans-Ignacik Alicja Rosolska  | 6–3, 7-5         |
| 5. | 30 aprile 2011 | Estoril Open, Estoril                         | Terra rossa | Galina Voskoboeva        | Eléni Daniilídou Michaëlla Krajicek   | 6-4, 6-2         |

#### Sconfitte (1)
| Legenda: Prima del 2009 | Legenda: Dal 2009     |
| ----------------------- | --------------------- |
| Grande Slam (0)         |                       |
| Argenti Olimpici (0)    |                       |
| WTA Finals (0)          |                       |
| Tier I (0)              | Premier Mandatory (0) |
| Tier II (0)             | Premier 5 (0)         |
| Tier III (0)            | Premier (0)           |
| Tier IV (1)             | International (0)     |

| N. | Data          | Torneo                                        | Superficie  | Partner            | Avversarie in finale                    | Punteggio |
| 1. | 4 maggio 2008 | Grand Prix SAR La Princesse Lalla Meryem, Fès | Terra rossa | Ekaterina Makarova | Sorana Cîrstea Anastasija Pavljučenkova | 2-6, 2-6  |

## Grand Slam Junior

### Doppio

#### Vittorie (2)
| Tornei del Grande Slam  |
| ----------------------- |
| Australian Open (0)     |
| Open di Francia (0)     |
| Torneo di Wimbledon (1) |
| US Open (1)             |

| N. | Data              | Torneo                      | Superficie | Compagna                 | Avversarie in finale                   | Punteggio   |
| 1. | 10 settembre 2005 | US Open, New York           | Cemento    | Nikola Franková          | Alexa Glatch Vania King                | 7-5, 7-6(3) |
| 2. | 8 luglio 2006     | Torneo di Wimbledon, Londra | Erba       | Anastasija Pavljučenkova | Kristina Antonijčuk Alexandra Dulgheru | 6-1, 6-2    |

## Risultati in progressione
| Sigla | Risultato               |
| ----- | ----------------------- |
| V     | Vincitore               |
| F     | Finalista               |
| SF    | Semifinalista           |
| O     | Oro olimpico            |
| A     | Argento olimpico        |
| SF    | Bronzo olimpico         |
| QF    | Quarti di Finale        |
| 4T    | Quarto turno            |
| 3T    | Terzo turno             |
| 2T    | Secondo turno           |
| 1T    | Primo turno             |
| RR    | Round Robin             |
| LQ    | Turno di qualificazione |
| A     | Assente                 |
| ND    | Non disputato           |

| Legenda superfici    |
| -------------------- |
| Cemento              |
| Terra battuta        |
| Erba                 |
| Superficie variabile |

### Singolare nei tornei del Grande Slam
| Torneo          | 2008 | 2009 | 2010 | 2011 | 2012 | 2013 | 2014 |
| --------------- | ---- | ---- | ---- | ---- | ---- | ---- | ---- |
| Australian Open | 2T   | 4T   | 3T   | 2T   | A    | A    | A    |
| Open di Francia | 2T   | 1T   | 3T   | A    | A    | A    | 1T   |
| Wimbledon       | 4T   | 2T   | 3T   | A    | A    | A    | 1T   |
| US Open         | 2T   | 1T   | 2T   | A    | A    | 2T   | A    |

### Doppio nei tornei del Grande Slam
| Torneo          | 2008 | 2009 | 2010 | 2011 | 2012 | 2013 | 2014 |
| --------------- | ---- | ---- | ---- | ---- | ---- | ---- | ---- |
| Australian Open | A    | 1T   | QF   | 2T   | A    | A    | A    |
| Open di Francia | 2T   | 2T   | 2T   | A    | A    | A    | 3T   |
| Wimbledon       | 1T   | QF   | A    | A    | A    | A    | 1T   |
| US Open         | 2T   | SF   | 2T   | A    | A    | 1T   | A    |

### Doppio misto nei tornei del Grande Slam
| Torneo          | 2008 | 2009 | 2010 | 2011 | 2012 | 2013 | 2014 |
| --------------- | ---- | ---- | ---- | ---- | ---- | ---- | ---- |
| Australian Open | A    | 1T   | 2T   | 1T   | A    | A    | A    |
| Open di Francia | A    | QF   | QF   | A    | A    | A    | A    |
| Wimbledon       | 1T   | 2T   | 3T   | A    | A    | A    | A    |
| US Open         | A    | 1T   | A    | A    | A    | A    | A    |

## Vittorie contro giocatrici Top 10
| Stagione | 2009 | 2010 | 2011 | 2012 | 2013 | 2014 | Totale |
| Vittorie | 5    | 2    | 2    | 0    | 0    | 1    | 10     |

| #    | Giocatrice          | Ranking | Evento                            | Superficie      | Turno | Punteggio           | Rank. AKR |
| ---- | ------------------- | ------- | --------------------------------- | --------------- | ----- | ------------------- | --------- |
| 2009 |                     |         |                                   |                 |       |                     |           |
| 1.   | Ana Ivanović        | 5       | Australian Open, Melbourne        | Cemento         | 3T    | 7-5, 6(5)-7, 6-2    | 31        |
| 2.   | Venus Williams      | 3       | Madrid Open, Madrid               | Terra rossa     | 2T    | 6-3, 3-6, 7-5       | 26        |
| 3.   | Jelena Janković (1) | 4       | Canadian Open, Toronto            | Cemento         | QF    | 6(6)-7, 7-6(7), 6-2 | 36        |
| 4.   | Vera Zvonarëva (1)  | 7       | Pan Pacific Open, Tokyo           | Cemento         | 2T    | 3-6, 6-4, 6-2       | 29        |
| 5.   | Jelena Janković (2) | 9       | Kremlin Cup, Mosca                | Cemento (i)     | QF    | 6-4, 6-3            | 27        |
| 2010 |                     |         |                                   |                 |       |                     |           |
| 6.   | Elena Dement'eva    | 7       | Malaysian Open, Kuala Lumpur      | Cemento         | F     | 6-3, 6-2            | 29        |
| 7.   | Jelena Janković (3) | 2       | San Diego Open, San Diego         | Cemento         | 2T    | 7-5, 6-2            | 28        |
| 2011 |                     |         |                                   |                 |       |                     |           |
| 8.   | Francesca Schiavone | 7       | Sydney International, Sydney      | Cemento         | 1T    | 6(5)-7, 6-1, 6-2    | 26        |
| 9.   | Vera Zvonarëva (2)  | 3       | Dubai Tennis Championships, Dubai | Cemento         | 3T    | 6-3, 6-2            | 22        |
| 2014 |                     |         |                                   |                 |       |                     |           |
| 10.  | Petra Kvitová       | 6       | Stuttgart Open, Stoccarda         | Terra rossa (i) | 2T    | 6-2, 7-6(3)         | 102       |